# Giuseppe Cirò
Giuseppe Cirò, född 28 november 1975 i Rossano, är en italiensk racerförare.

## Racingkarriär
Cirò tävlade i privatförarcupen för Scuderia Proteam Motorsport i World Touring Car Championship under säsongen 2005. I de flesta tävlingarna placerade han sig långt bak, men lyckades ta ett poäng i säsongens allra sista race, FIA WTCC Guia Race of Macau, då endast tio bilar tog sig i mål. Efter sin WTCC-karriär, har han tävlat i bland annat Ferrari Challenge Italy och SEAT León Supercopa Italy, vilken han slutade trea i under 2009.